# Dilyara Saidxoʻjayeva
Dilyara Saidxoʻjayeva (engl. Transkription Dilyara Saidkhodjaeva; * 29. Januar 1990 in Taschkent) ist eine ehemalige usbekische Tennisspielerin.

## Karriere
Saidxoʻjayeva begann im Alter von sieben Jahren mit dem Tennissport und bevorzugt Hartplätze. Sie spielte vor allem Turniere der ITF Women’s World Tennis Tour, wo sie aber keinen Titel gewinnen konnte.
2005 und 2007 spielte Saidxoʻjayeva insgesamt 11 Matche in sieben Begegnungen für die usbekische Fed-Cup-Mannschaft, davon fünf Einzel und sechs Doppel, die sie alle bis auf ein Einzel gewinnen konnte.